# Прибеља (Шипово)
Прибеља је насељено мјесто у општини Шипово, Република Српска, БиХ. Према попису становништва из 1991. у насељу је живјело 233 становника.

## Историја
Прије рата у БиХ, ово насеље је припадало општини Гламоч. Након Дејтонског мировног споразума, један дио насеља је ушао у састав општине Шипово у Републици Српској.

## Становништво
| Демографија | Демографија | Демографија |
| Година      | Становника  | Становника  |
| ----------- | ----------- | ----------- |
| 1948.       | 682         |             |
| 1953.       | 717         |             |
| 1961.       | 679         |             |
| 1971.       | 639         |             |
| 1981.       | 425         |             |
| 1991.       | 233         |             |
| 2013.       | 0           |             |